# Visions of Dennis Brown
Albums de Dennis Brown
Deep Down
(1976) Wolf & Leopards
(1977)
Visions Of Dennis Brown est le huitième et plus célèbre album de Dennis Brown, bien qu'il ne contienne qu'une seule de ses propres composition, présentant surtout des morceaux coécrits et des reprises, telles que Love Me Always des Heptones, Malcolm X de Earl Sixteen, Milk And Honey de Clive Hunt ou encore Say What You're Saying de Eric "Monty" Morris.
Enregistré, mixé et produit par Joe Gibbs et Errol T, le disque reçoit un accueil favorable en Jamaïque, où il sort à la fin du mois de février 1977, mais surtout au Royaume-Uni, où il devient l'album le plus vendu de l'histoire du reggae. Disponible en import début mars, il entre une semaine plus tard dans le classement par la revue Black Echoes des meilleures ventes reggae et y reste quinze mois durant, remplacé en juillet 1978 par... sa version britannique, enfin éditée officiellement par le label Lightning Records. Cette nouvelle édition, au prix désormais plus abordable, reste cinq mois de plus dans le classement (c'est-à-dire jusqu'en novembre 1978), dont dix-huit semaines consécutives dans le "top ten".
Son prix trop longtemps élevé dû à l'importation compte sûrement dans le fait que Visions Of Dennis Brown n'a jamais accédé au sommet des charts, n'atteignant la deuxième place qu'une seule semaine, en avril 1977. Il est tout de même élu meilleur album reggae de l'année par les lecteurs de Melody Maker, l'hebdomadaire musical le plus populaire de l'époque, ainsi que par ceux de Black Echoes, l'hebdomadaire de la communauté noire londonienne.
On compte de nombreuses rééditions de Visions Of Dennis Brown : en vinyle par Laser (1978), Joe Gibbs (1980), Blue Moon (1985), Shanachie (1988) et Rocky One (1992), mais également en CD par Shanachie (1989), Joe Gibbs Europe (2006) et VP (2007).

## Titres
Face A
1. Deliverance Will Come (Tony Campbell, Dennis Brown) - 3:30
2. Oh Mother (Dennis Brown) - 4:27
3. Love Me Always (Leroy Anthony Sibbles) - 3:27
4. Concrete Castle King (Lloyd Oliver Willis) - 3:39
5. Malcolm X (Earl John Daley) - 3:18

Face B
1. Repatriation (Errol Felton Thompson, Dennis Brown) - 3:09
2. Jah Can Do It (Errol Felton Thompson, Dennis Brown) - 3:07
3. Milk And Honey (Maurice Hunt) - 2:51
4. Stay At Home (Ozzie Robinson, Errol Felton Thompson, Dennis Brown) - 2:46
5. Say What You Say (Eric Lloyd Morris) - 2:16

### Réédition CD (Joe Gibbs Europe)
1. Deliverance Will Come - 3:30
2. Oh Mother - 4:27
3. Love Me Always - 3:27
4. Concrete Castle King - 3:39
5. Malcolm X - 3:18
6. Repatriation - 3:09
7. Jah Can Do It - 3:07
8. Milk And Honey - 2:51
9. Stay At Home - 2:46
10. Say What You Say - 2:20
11. Home Sweet Home - 4:11
12. I'm Coming Home - 3:54
13. Stop The Fussing And Fighting - 3:21
14. To The Foundation - 3:53

### Réédition CD (VP)
1. Deliverance Will Come - 3:26
2. Oh Mother - 4:24
3. Love Me Always / Angolian Chant (featuring Joe Gibbs & The Professionals) - 6:48
4. Concrete Castle King - 3:37
5. Malcolm X - 3:14
6. Repatriation / Jubilation Dub (featuring Joe Gibbs & The Professionals) - 6:08
7. Jah Can Do It - 3:00
8. Milk And Honey - 2:47
9. Stay At Home / Natty On Top (featuring Jah Berry) - 5:23
10. Say What You Say / Money Honey (featuring U Brown) - 7:29

## Musiciens
- Batterie : Sly Dunbar
- Basse : Lloyd Parks
- Guitare : Robbie Shakespeare, Lennox Gordon, Eric "Bingy" Lamont
- Clavier : Franklyn "Bubbler" Waul, Errol "Tarzan" Nelson, Harold Butler
- Trompette : Bobby Ellis
- Saxophone alto : Herman Marquis
- Trombone : Vin Gordon
- Saxophone ténor : Tommy McCook
- Percussions : Sticky